# Lipovice
Lipovice è un comune della Repubblica Ceca facente parte del distretto di Prachatice, in Boemia Meridionale.